# Kanton Melun-Nord
Kanton Melun-Nord (fr. Canton de Melun-Nord) byl francouzský kanton v departementu Seine-et-Marne v regionu Île-de-France. Tvořilo ho sedm obcí. Zrušen byl po reformě kantonů 2014.

## Obce kantonu
- Maincy
- Melun (severní část)
- Montereau-sur-le-Jard
- Rubelles
- Saint-Germain-Laxis
- Vaux-le-Pénil
- Voisenon